# 가와니시 쇼타
가와니시 쇼타(일본어: 川西 翔太, 1988년 10월 28일 ~ )는 일본의 축구 선수이다.

## 구단 경력
그는 2011년부터 J리그의 감바 오사카, 몬테디오 야마가타, 오이타 트리니타, FC 기후, 카탈레 도야마에서 뛰었다.